# الخطوط الجوية الأذربيجانية الرحلة 8243
كانت الرحلة رقم 8243 التابعة للخطوط الجوية الأذربيجانية رحلة دولية مجدولة لنقل الركاب من باكو إلى غروزني، تُشغلها شركة الخطوط الجوية الأذربيجانية، وقد تحطمت بالقرب من مطار أكتاو الدولي في كازاخستان في 25 ديسمبر 2024 وعلى متنها 67 شخصًا، وفقًا لمصادر محلية. ذكرت وكالات الأنباء الروسية أن الطائرة كانت قادمة من باكو إلى غروزني في جمهورية الشيشان الروسية، ولكن تم تغيير مسارها بسبب الضباب في غروزني. كانت الطائرة من طراز إمبراير 190، ويُزعم أنها أطلقت رمز الاستغاثة 7700 على جهاز الإرسال والاستقبال الخاص بها، وهو ما يشير إلى وقوع حالة طوارئ على متنها، أثناء تحليقها فوق بحر قزوين  نجا ثمانية وعشرون راكبًا من الحادث.

## الطائرة
الطائرة المنكوبة صُنعت في عام 2013، كانت من طراز إمبراير 190AR مسجلة بالرقم 4K-AZ65 والرقم التسلسلي 19000630. كانت مُزوّدة بمحركين من طراز جنرال إلكتريك CF34-10E6. وكانت تُشغل بواسطة الخطوط الجوية الأذربيجانية.

## الحادث
انطلقت الطائرة من مطار باكو الدولي في الساعة 7:55 بتوقيت أذربيجان (التوقيت العالمي المنسق +04:00) متجهةً إلى مطار غروزني. أرسل طاقم الطائرة إشارة استغاثة في الساعة 9:35 بالتوقيت المحلي (التوقيت العالمي المنسق +05:00)، مبلغين عن عطل في نظام التحكم. ثم في الساعة 9:49، طلب الطيارون هبوطًا اضطراريًا في أكتاو وحاولوا الهبوط مباشرة، وتحطمت على الشاطئ المقابل لبحر قزوين على بعد حوالي ثلاثة كيلومترات (1.8 ميل) من أكتاو في كازاخستان. ومع ذلك، في الساعة 10:28، اصطدمت الطائرة بالأرض. سُجلت لحظة التحطم بالفيديو، والذي أظهر أن جهاز الهبوط كان مُفعّلاً لحظة الاصطدام. ارتطمت الطائرة بالأرض بزاوية حادة، حيث اصطدم جناحها الأيمن بالأرض أولاً. ثم انقلبت الطائرة وانفجرت وانقسمت إلى قسمين رئيسيين، وسرعان ما اندلع الحريق. استقر الجزء الخلفي من الطائرة رأسًا على عقب بعيدًا عن الحطام الرئيسي، ولم يتضرر من الحريق.
تُظهر الصور من موقع الحادث أن الأضرار التي لحقت بالطائرة واسعة نسبيًا.